# Lidia Kopczyk
Lidia Kopczyk, po mężu Niedzielska (ur. 28 lutego 1988 w Lesku) – polska koszykarka, występująca na pozycji rozgrywającej.

## Osiągnięcia
Na podstawie, o ile nie zaznaczono inaczej.

### Drużynowe
- Mistrzyni I ligi (2009)
- Wicemistrzyni I ligi (2006, 2014)[3][4]

### Reprezentacja
- Wicemistrzyni Europy U–20 dywizji B (2008)[5]
- Uczestniczka:
  - uniwersjady (2009 – 5. miejsce)
  - mistrzostw Europy:
    - U–18 (2005 – 13. miejsce, 2006 – 14. miejsce)[6][7]
    - U–16 (2004 – 12. miejsce)[8]
    - U–20 dywizji B (2007 – 6. miejsce, 2008)[9]